# Antonio Caro Bellido
Antonio Caro Bellido (Lebrija (Sevilla), 1954-ibidem, 7 de septiembre de 2009) fue un profesor, arqueólogo, investigador y escritor español especializado en cerámica y alfarería de la Prehistoria, y su reflejo en el área del Bajo Guadalquivir.

## Biografía
Hijo de una familia numerosa, se crio con su abuela paterna, Victoria Guerra, tras cuya muerte regresó a la finca familiar donde residiría ya hasta acabar sus estudios. Interesado desde niño por “las piedras antiguas” se inició de forma autodidacta en el estudio de la arqueología y la Prehistoria. A pesar de ello hizo C.O.U. de ciencias en el Instituto Virgen del Castillo de Lebrija, trasladándose luego a Sevilla para volver a cursar los estudios de C.O.U. de letras en el Instituto Fernando de Herrera. En 1973 inició Filosofía y Letras en la Universidad Hispalense, donde se licenció en la sección de Historia, y se doctoró en Arqueología en 1986.
Alumno de Manuel Pellicer, durante los años de 1979 a 1981 participó en el proyecto de la “Carta Arqueológica del Guadalquivir”, como encargado de la zona lebrijana, investigación que sirvió de base a la memoria de su licenciatura: «Contribuciones a la carta Arqueológica del Valle del Guadalquivir de Lebrija (Sevilla»), de 1981, recogida en 1991 con el título de: Lebrija. La ciudad y su entorno (Prehistoria y Protohistoria). Más tarde fue nombrado profesor adjunto interino de Prehistoria y Arqueología en la Universidad de Sevilla (1978-1981), hasta que pasó a la Universidad de Huelva como profesor y luego a la Facultad de Filosofías y Letras de la Universidad de Cádiz, en el mismo ámbito académico. En 1989 obtuvo plaza de titular y se casó con María del Carmen Tascón López, con quien tuvo tres hijos.
En 1982, participó junto a Pellicer y su esposa, Pilar Acosta en las excavaciones de la Cueva de Nerja. Colaboró con Jean-René Vanney, Michel Ponsich y Loïc Mènenteau en diversos estudios, monografías y trabajos de campo en torno a la cerámica del Neolítico, post-neolítico y periodo orientalizante de Andalucía. También dirigió excavaciones en su Lebrija natal en los años 1994-1995 en compañía de José María Tomassetti Guerra.
A mediados de 2007, contrajo un cáncer, y tras poco más de un año falleció en su Lebrija natal.

## Obra
De entre las publicaciones y estudios de Caro Bellido, pueden citarse Cerámicas grises a torno orientalizantes de Andalucía (1987), Cerámicas grises a torno tartesia (1989), Ensayo sobre cerámica en arqueología (2002-2006), o sus monografías sobre Lebrija. La ciudad y su entorno (1991), Lebrija y el Bajo Guadalquivir (1998), y  en colaboración con J. M. Tomassetti, Antonio de Nebrija y la Bética (1997), El Cuervo de Sevilla: en el centro de una historia (1999).

### Selección de publicaciones
- Lebrija y el bajo Guadalquivir: paleografía y fuentes clásicas grecolatinas. Lebrija: Agrija, 1998. ISBN 84-922640-3-9
- Antonio de Nebrija y la Bética: (sobre arqueología y paleogeografía del Bajo Guadalquivir). Cádiz: Hermandad de los Santos de Lebrija, 1997. ISBN 84-7786-439-X
- Cerámica gris a torno tartesia. Cádiz: Universidad. Servicio de Publicaciones, 1989. ISBN 84-7786-979-0

- La Universidad de Cádiz inició en 2011 una colección de publicaciones dedicadas a la obra de Caro Bellido.[5]